# Морганвил (Њу Џерзи)
Морганвил (енгл. Morganville) насељено је место без административног статуса у америчкој савезној држави Њу Џерзи.

## Демографија
По попису из 2010. године број становника је 5.040, што је 6.215 (-55,2%) становника мање него 2000. године.
| Група             | 2000.         | 2010.         |
| Белци             | 9.565 (85,0%) | 3.607 (71,6%) |
| Афроамериканци    | 193 (1,7%)    | 165 (3,3%)    |
| Азијати           | 1.098 (9,8%)  | 934 (18,5%)   |
| Хиспаноамериканци | 331 (2,9%)    | 252 (5,0%)    |
| Укупно            | 11.255        | 5.040         |